# 1680
| 1680               |
| ------------------ |
| Dødsfald - Fødsler |
|                    |

| Gregoriansk kalender | 1680 MDCLXXX            |
| Ab urbe condita      | 2433                    |
| Armensk kalender     | 1129 ԹՎ ՌՃԻԹ            |
| Kinesiske kalender   | 4376 – 4377 己未 – 庚申 |
| Etiopisk kalender    | 1672 – 1673             |
| Jødisk kalender      | 5440 – 5441             |
| Hindukalendere       |                         |
| - Vikram Samvat      | 1735 – 1736             |
| - Shaka Samvat       | 1602 – 1603             |
| - Kali Yuga          | 4781 – 4782             |
| Iransk kalender      | 1058 – 1059             |
| Islamisk kalender    | 1091 – 1092             |

Konge i Danmark: Christian 5. 1670-1699
Se også 1680 (tal)

## Begivenheder
- Enevælden indføres i Sverige
- Arbejdet med Den store matrikel påbegyndes.

## Dødsfald
- 4. december Thomas Bartholin